# (1000) Пиацция
(1000) Пиацция (итал. Piazzia) — типичный астероид главного пояса с поперечником 47,78 км и периодом обращения равным 9,47 часа. Астероид был обнаружен 12 августа 1923 году немецким астрономом Карлом Рейнмутом в обсерватории Хайдельберг и стал тысячным астероидом, обнаруженным в Солнечной системе. Астероид получил имя итальянского астронома Джузеппе Пьяцци, который открыл первый астероид — Цереру.

Орбита астероида Пиацция и его положение в Солнечной системе
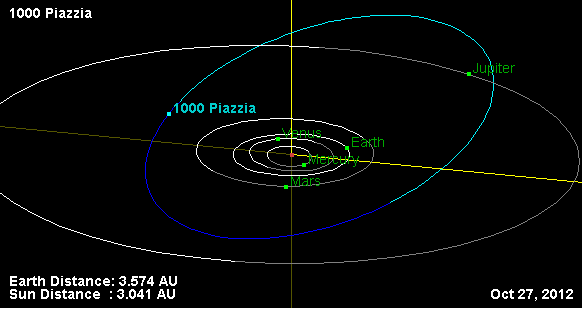
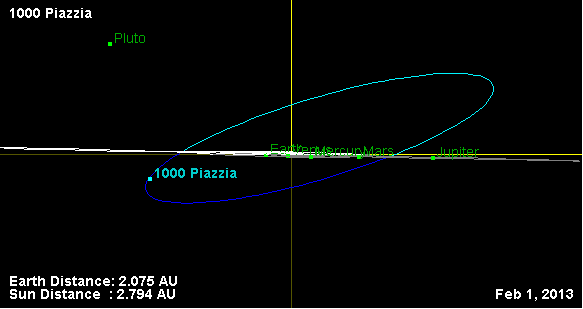

Орбита астероида Пиацция порой подходит очень близко к орбите Марса. В XX и XXI веках он одиннадцать раз подходил к Марсу на расстояние ближе, чем 1,33 а.е. А в 1638 году приблизился ближе чем на 1 а.е. В следующий раз столь тесное сближение произойдёт только через 14 тысяч лет.